# Federico V di Baden-Durlach
Federico V di Baden-Durlach (Sulzburg, 6 luglio 1594 – Durlach, 8 settembre 1659) fu Margravio di Baden-Durlach dal 1622 al 1659.

## Biografia
Federico era figlio del Margravio Giorgio Federico di Baden-Durlach e di Giuliana di Salm-Neuville. In gioventù ricevette una solida educazione, sotto la tutela di Johann Weininger. Tra il 1613 ed il 1614 viaggiò in Europa, facendo tappa in Francia, Gran Bretagna e nei Paesi Bassi.
Il 22 aprile 1622, salì al trono quando il padre Giorgio Federico abdicò in suo favore, rimanendo in carica sino alla propria morte, avvenuta a Durlach nel 1659.
Nel 1632 aderì alla Società dei Carpofori, fondata da Luigi I di Anhalt-Köthen.
Morì l'8 settembre 1659 all'età di 65 anni.

## Matrimonio e figli
Federico di Baden-Durlach contrasse molti matrimoni.
La prima volta, sposò il 21 dicembre 1616, Barbara di Württemberg (1593-1627), figlia del duca Federico I di Württemberg, dalla quale ebbe i seguenti eredi:
- Federico
- Sibilla (1618-1623)
- Carlo Magno (1621-1658)
- Barbara (1622-1639)
- Giovanna (1623-1661), nel 1640 sposò il Maresciallo di Campo Johann Baner (1596-1641), ed alla morte di questi, nel 1648, sposò Henri de Tour (m. 1656)
- Federico (1625-1645)
- Cristina (1626-1627)

Rimasto vedovo della prima moglie, Federico V di Baden-Durlach, sposò l'8 ottobre 1627 Eleonora di Salm-Laubach (1605-1633), figlia di Alberto Ottone I di Salms-Laubach, dalla quale ebbe i seguenti eredi:
- Anna (1629-1629)
- Eleonora (m. 1630)
- Adolfo Gustavo, che si convertì al cattolicesimo ed entrò nell'ordine benedettino nel 1667, cambiando il nome in Bernardo Gustavo.

Di nuovo vedovo, Federico sposò il 21 gennaio 1634 Maria Elisabetta di Waldeck-Eisenberg (1608-1643), figlia del conte Volrado IV di Waldeck-Eisenberg, dalla quale però non ebbe figli.
Federico di Baden-Durlach sposò il 13 febbraio 1644 Anne Marie Hohen-Geroldseck (1593-1649), figlia di Giacomo di Hohen-Geroldseck, dalla quale però non ebbe figli.
Infine, il 20 maggio 1650, Federico sposò Elisabetta Eusebia von Fürstenberg (m.1676), figlia del conte Cristoforo II di Fürstenberg, dalla quale non ebbe alcun erede.

## Ascendenza
|                                   |   |                                | Genitori                              |  |  | Nonni |  |  | Bisnonni                   |  |  | Trisnonni             |  |
|                                   |   |                                |                                       |  |  |       |  |  | Ernesto I di Baden-Durlach |  |  | Cristoforo I di Baden |  |
|                                   |   |                                |                                       |  |  |       |  |  | Ernesto I di Baden-Durlach |  |  | Cristoforo I di Baden |  |
|                                   |   | Ottilia von Katzenelnbogen     |                                       |  |  |       |  |  | Ernesto I di Baden-Durlach |  |  |                       |  |
| Carlo II di Baden-Durlach         |   |                                |                                       |  |  |       |  |  | Ernesto I di Baden-Durlach |  |  |                       |  |
|                                   |   | Ursula di Rosenfeld            | Giorgio di Rosenfeld                  |  |  |       |  |  |                            |  |  |                       |  |
|                                   |   | Ursula di Rosenfeld            | Giorgio di Rosenfeld                  |  |  |       |  |  |                            |  |  |                       |  |
|                                   |   | Ursula di Rosenfeld            | …                                     |  |  |       |  |  |                            |  |  |                       |  |
| Giorgio Federico di Baden-Durlach |   | Ursula di Rosenfeld            |                                       |  |  |       |  |  |                            |  |  |                       |  |
|                                   |   | Roberto del Palatinato-Veldenz | Alessandro del Palatinato-Zweibrücken |  |  |       |  |  |                            |  |  |                       |  |
|                                   |   | Roberto del Palatinato-Veldenz | Alessandro del Palatinato-Zweibrücken |  |  |       |  |  |                            |  |  |                       |  |
|                                   |   | Roberto del Palatinato-Veldenz | Margherita di Hohenlohe-Neuenstein    |  |  |       |  |  |                            |  |  |                       |  |
| Anna di Veldenz                   |   | Roberto del Palatinato-Veldenz |                                       |  |  |       |  |  |                            |  |  |                       |  |
|                                   |   | …                              | …                                     |  |  |       |  |  |                            |  |  |                       |  |
|                                   |   | …                              | …                                     |  |  |       |  |  |                            |  |  |                       |  |
|                                   |   | …                              | …                                     |  |  |       |  |  |                            |  |  |                       |  |
| Federico V di Baden-Durlach       |   | …                              |                                       |  |  |       |  |  |                            |  |  |                       |  |
|                                   | … | …                              |                                       |  |  |       |  |  |                            |  |  |                       |  |
|                                   | … | …                              |                                       |  |  |       |  |  |                            |  |  |                       |  |
|                                   | … | …                              |                                       |  |  |       |  |  |                            |  |  |                       |  |
| …                                 | … |                                |                                       |  |  |       |  |  |                            |  |  |                       |  |
|                                   |   | …                              | …                                     |  |  |       |  |  |                            |  |  |                       |  |
|                                   |   | …                              | …                                     |  |  |       |  |  |                            |  |  |                       |  |
|                                   |   | …                              | …                                     |  |  |       |  |  |                            |  |  |                       |  |
| Giuliana di Salm-Neuville         |   | …                              |                                       |  |  |       |  |  |                            |  |  |                       |  |
|                                   |   | …                              | …                                     |  |  |       |  |  |                            |  |  |                       |  |
|                                   |   | …                              | …                                     |  |  |       |  |  |                            |  |  |                       |  |
|                                   |   | …                              | …                                     |  |  |       |  |  |                            |  |  |                       |  |
| …                                 |   | …                              |                                       |  |  |       |  |  |                            |  |  |                       |  |
|                                   |   | …                              | …                                     |  |  |       |  |  |                            |  |  |                       |  |
|                                   |   | …                              | …                                     |  |  |       |  |  |                            |  |  |                       |  |
|                                   |   | …                              | …                                     |  |  |       |  |  |                            |  |  |                       |  |
|                                   |   | …                              |                                       |  |  |       |  |  |                            |  |  |                       |  |